# Louisiana-Pacific
Louisiana-Pacific Corporation (NYSE: LPX) er en amerikansk producent af byggematerialer. Virksomheden blev etableret i 1973 og har hovedkvarter i Nashville, Tennessee. LP er førende indenfor OSB-plader. De producerer forskellige træpaneler til eksteriør, vægge og gulve.
LP har 24 fabrikker: 15 i USA, 6 i Canada, 2 i Chile og 1 i Brasilien.